# Херој Узбекистана
Херој Узбекистана (узб. Oʻzbekiston qahramoni, Ўзбекистон қаҳрамони) је највише почасно звање у Узбекистану, установљено 5. маја 1994. године. Додељује се држављанима и недржављанима Узбекистана за заслуге према земљи. Звање и медаљу Златна звезда додељује председник Узбекистана. Парламент Узбекистана је први пут донео закон о оснивању награде 5. маја 1994. године и од тада ју је примило више од 50 људи. Установљено је по узору на звање Херој Совјетског Савеза.

## Познати Хероји Узбекистана
- Ислам Каримов
- Абдула Орипов
- Еркин Вохидов
- Малика Абдулахоџајева
- Хасан Нормуродов
- Муса Јернијазов
- Муноџот Јулчијева